# Авоньи, Тайво
Тайво Майкл Авоньи (англ. Taiwo Michael Awoniyi; род. 12 августа 1997, Илорин) — нигерийский футболист, нападающий клуба «Ноттингем Форест» и сборной Нигерии. Чемпион мира в возрастной категории до 17 лет.

## Клубная карьера
Тайво является воспитанником нигерийской футбольной школы «Империал Академи». Летом 2014 года он выступал на правах аренды за молодёжную команду шведского «Кальмара». В 2015 году состоялся его переход в «Ливерпуль». Сезон 2015/16 Тайво провёл на правах аренды в составе немецкого «Франкфурта».
В июле 2018 года Авоньи заключил с «Ливерпулем» новый контракт на пять лет. В том же месяце он не поехал с командой на сборы в США, а отправился в очередную аренду, на этот раз в «Гент» до конца сезона 2018/2019.
В июне 2022 года перешёл в «Ноттингем Форест», став самым дорогим приобретением в истории клуба.

## Карьера в сборной
В 2013 году Тайво принял участие на юношеском чемпионате мира по футболу. На турнире он провёл все матчи, а его сборная добилась звания чемпиона мира. Тайво начинал чемпионат с выходов на замену, однако в плей-офф стал одним из основных форвардов и забил четыре гола.
В 2015 году Тайво выступал в составе молодёжной сборной Нигерии на молодёжном чемпионате Африки, где стал чемпионом, а также на молодёжном чемпионате мира.

## Достижения
- Чемпион мира (до 17): 2013